# Horbourg-Wihr
Horbourg-Wihr là một xã ở tỉnh Haut-Rhin trong vùng Grand Est ở đông bắc Pháp. Xã này có diện tích 9,42 km², dân số năm 1999 là 5155 người. Khu vực này có độ cao 186 mét trên mực nước biển.